# Marching Band

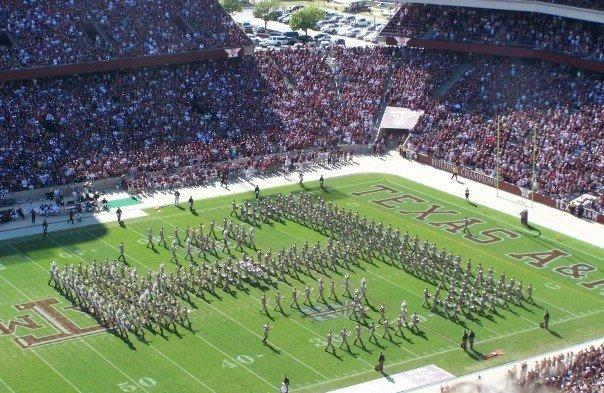
Aufführung einer amerikanischen Marching Band in der Halbzeit eines Footballspiels

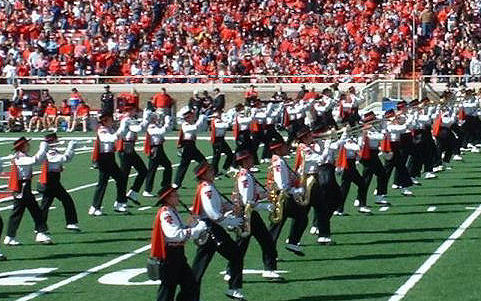
Marching Band der Texas Tech University

Eine Marching Band [ˈmaːtʃɪŋ ˈbænd] ist ein Blasorchester, dessen Mitglieder beim Musizieren marschieren. Die Größe der Bands variiert zwischen 20 und 500 Personen. Die Besetzung schließt in der Regel Blechblasinstrumente, Holzblasinstrumente, Schlagzeug und Percussion ein. Manche Marching Bands werden durch Showtanzgruppen (Cheerleader) ergänzt, oft werden Uniformen getragen.

## Geschichte
Vorläufer und eng verwandt mit den Marching Bands sind militärische Spielmannszüge, die marschierende Soldaten mit Militärmusik (Marschmusik) begleiteten.
Eine der ersten zivilen Marching Bands wurde 1892 von John Philip Sousa am Vorbild der United States Marine Band in den USA gegründet. Nach Ende des Zweiten Weltkriegs wurden mehr private und schulische Marching Bands aufgebaut. Die Richtung der modernen Bands entstand in den 1960er Jahren. Sie treten häufig bei Sportveranstaltungen, Straßenfesten sowie Paraden auf und spielen mittlerweile auch moderne Popmusik.
Da der Stil der modernen Marching Bands in den USA verwurzelt sind, sind viele Namen und Begriffe ohne Übersetzung aus dem Englischen übernommen worden. Die älteste deutsche Marching Band (The Sound of Frankfurt) wurde in den 1960er Jahren gegründet und besteht bis heute. Neuerdings werden Marching Bands zunehmend auf Volksfesten eingesetzt, um populäre Musik und die mit den Bands verbundene Show darzubieten.

## Kennzeichen
Das Repertoire von Marching Bands besteht aus Kompositionen aus Pop, Blues, Marschmusik und Oldtime Jazz. Nicht marschierende Marching Bands nennt man Pep Bands.
Besetzung
1. Rhythmusgruppe: Percussion (bzw. Bass Drum, Tenortrommel, Snare Drum, Cymbals und Pit – jedoch nur bei Field Shows zu sehen)
2. Holzbläser: Saxophone, Klarinetten, Quer- und Piccoloflöten
3. Blechbläser: Trompeten, Mellophone, Posaunen, Tenorhorn, Euphonium, Sousaphone/Tuben
4. Color Guard: Show-Tänzer mit Flaggen, Säbeln und Botons
5. Drum Major: besteht aus einem oder mehreren Tambourmajors, welche vornweg marschieren